# Olivetti Praxis 48
Olivetti Praxis 48 è una macchina per scrivere elettrica semi standard della Olivetti nata nel 1964 dal progetto di Ettore Sottsass, futuro padre della celebre Olivetti Valentine, e Hans von Klier.

## La macchina per scrivere
Fu progettata nel 1964 da Rinaldo Salto per la parte meccanica e dall'architetto e designer Ettore Sottsass,  in collaborazione con Hans von Klier.
Di colore grigio, pesava più di 9 kg.
Una delle particolarità di questa macchina è la ricercatezza della superficie rigata, che non era nata  per motivi squisitamente decorativi ma per dissimulare meglio le imperfezioni della fusione in plastica.
La scrittura avviene ancora con i classici martelletti porta-caratteri.
La versione italiana della macchina utilizza il layout QZERTY, anche se sono state prodotte versioni con disposizioni differenti di tasti a seconda della lingua a cui erano rivolte.